# Bonnefoi (Orne)
Pour les articles homonymes, voir Bonnefoi.
Bonnefoi est une commune française, située dans le département de l'Orne en région Normandie, peuplée de 189 habitants.

## Géographie
| La Ferrière-au-Doyen | Les Aspres  | Les Aspres   |
| Bonsmoulins          | Bonnefoi    | Les Genettes |
| Bonsmoulins          | Bonsmoulins | Les Genettes |

### Hydrographie
La commune est située dans le bassin Seine-Normandie. Elle est drainée par l'Iton, le Vivier Tranchant et  et un autre petit cours d'eau.
L'Iton, d'une longueur de 132 km, prend sa source dans la commune de Mahéru et se jette  dans l'Eure à Acquigny, après avoir traversé 39 communes. 
Deux plans d'eau complètent le réseau hydrographique : le plan d'eau de la commune de Bonnefoi (0,73 ha) et le plan d'eau de la Mullerie (0,77 ha),.

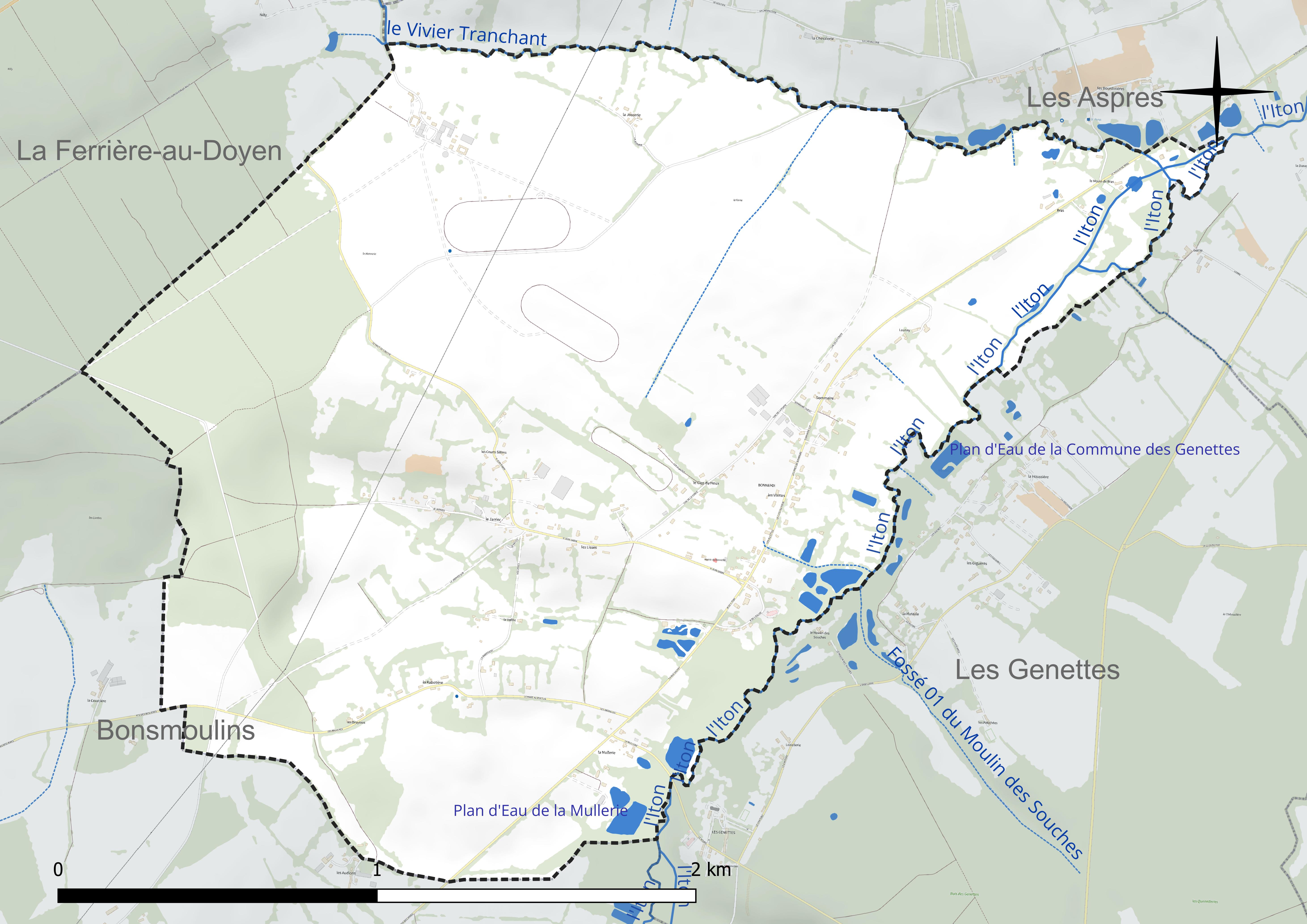
Réseau hydrographique de Bonnefoi.

### Climat
Pour des articles plus généraux, voir Climat de la Normandie et Climat de l'Orne.
En 2010, le climat de la commune est de type climat océanique dégradé des plaines du Centre et du Nord, selon une étude du CNRS s'appuyant sur une série de données couvrant la période 1971-2000. En 2020, Météo-France publie une typologie des climats de la France métropolitaine dans laquelle la commune est exposée à un climat océanique altéré et est dans la région climatique Normandie (Cotentin, Orne), caractérisée par une pluviométrie relativement élevée (850 mm/a) et un été frais (15,5 °C) et venté. Parallèlement le GIEC normand, un groupe régional d’experts sur le climat, différencie quant à lui, dans une étude de 2020, trois grands types de climats pour la région Normandie, nuancés à une échelle plus fine par les facteurs géographiques locaux. La commune est, selon ce zonage, exposée à un « climat contrasté des collines », correspondant au Pays d'Ouche et au Perche et bénéficiant d’un caractère continental affirmé avec des précipitations atténuées et des amplitudes thermiques fortes.
Pour la période 1971-2000, la température annuelle moyenne est de 9,4 °C, avec une amplitude thermique annuelle de 14,7 °C. Le cumul annuel moyen de précipitations est de 805 mm, avec 12,7 jours de précipitations en janvier et 8,2 jours en juillet. Pour la période 1991-2020, la température moyenne annuelle observée sur la station météorologique la plus proche, située sur la commune de L'Aigle à 11 km à vol d'oiseau, est de 10,6 °C et le cumul annuel moyen de précipitations est de 729,7 mm,. Pour l'avenir, les paramètres climatiques de la commune estimés pour 2050 selon différents scénarios d’émission de gaz à effet de serre sont consultables sur un site dédié publié par Météo-France en novembre 2022.

## Urbanisme

### Typologie
Au 1er janvier 2024, Bonnefoi est catégorisée commune rurale à habitat très dispersé, selon la nouvelle grille communale de densité à sept niveaux définie par l'Insee en 2022.
Elle est située hors unité urbaine. Par ailleurs la commune fait partie de l'aire d'attraction de L'Aigle, dont elle est une commune de la couronne,. Cette aire, qui regroupe 32 communes, est catégorisée dans les aires de moins de 50 000 habitants,.

### Occupation des sols
L'occupation des sols de la commune, telle qu'elle ressort de la base de données européenne d’occupation biophysique des sols Corine Land Cover (CLC), est marquée par l'importance des territoires agricoles (81,9 % en 2018), une proportion identique à celle de 1990 (81,9 %). La répartition détaillée en 2018 est la suivante : 
prairies (41,3 %), terres arables (38,4 %), forêts (16,8 %), zones agricoles hétérogènes (2,2 %), milieux à végétation arbustive et/ou herbacée (1,3 %). L'évolution de l’occupation des sols de la commune et de ses infrastructures peut être observée sur les différentes représentations cartographiques du territoire : la carte de Cassini (XVIIIe siècle), la carte d'état-major (1820-1866) et les cartes ou photos aériennes de l'IGN pour la période actuelle (1950 à aujourd'hui).

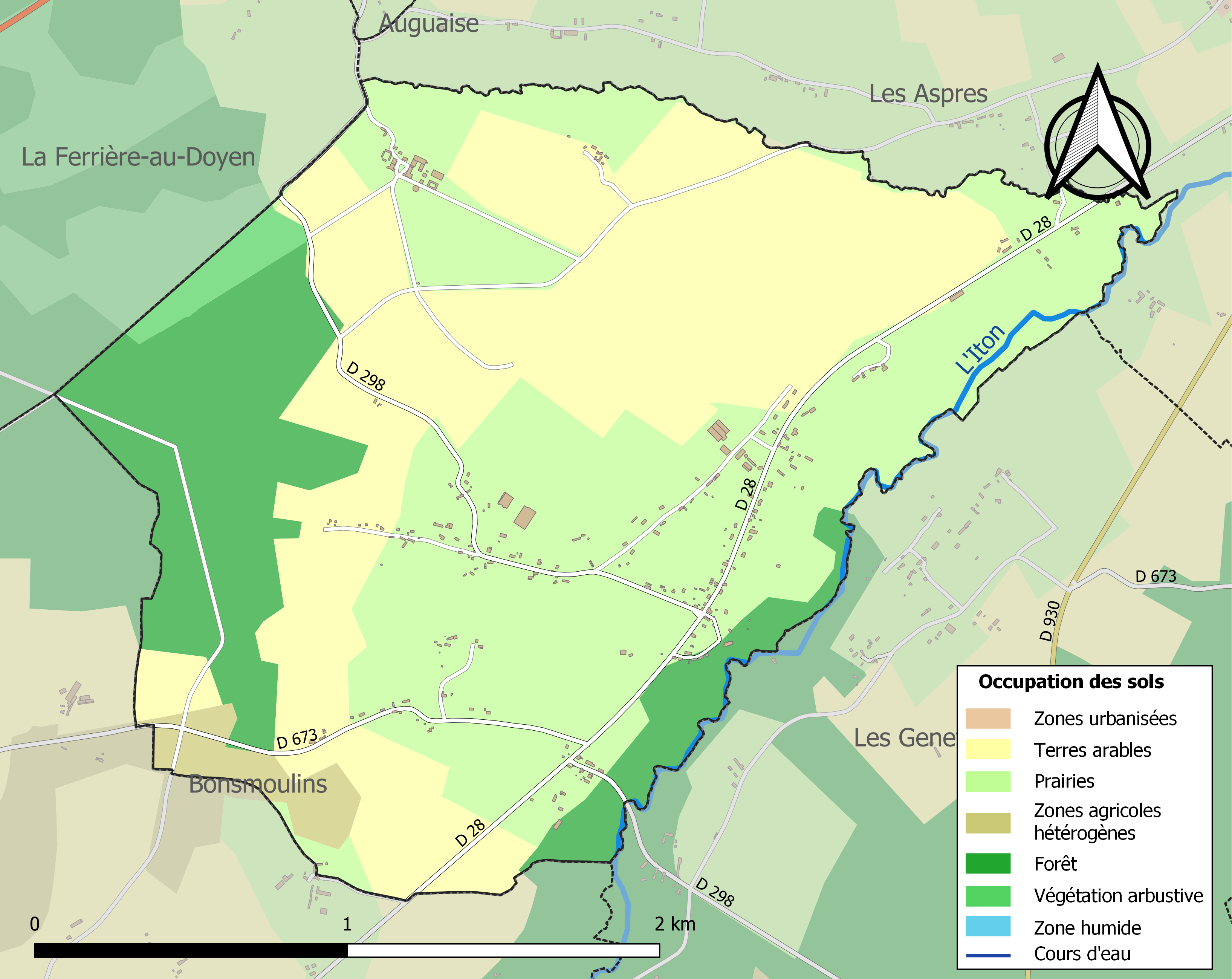
Carte des infrastructures et de l'occupation des sols de la commune en 2018 (CLC).

## Toponymie
Le nom de la localité est attesté sous la forme Bonafides dès le IXe siècle, Bona fide en 1242,, Bonnefoy en 1801.
Du latin « Bona-Fides », (Bonne foi).
Le gentilé est Bonafidésien.

## Politique et administration
| Période                                  | Période   | Identité       | Étiquette | Qualité   |
| ---------------------------------------- | --------- | -------------- | --------- | --------- |
| (avant 2001)                             | 2007      | Michel Dupré   |           |           |
| 2007                                     | mars 2014 | Jean Mahérault | SE        | Retraité  |
| mars 2014                                | En cours  | Didier Pitou   | SE        | Menuisier |
| Les données manquantes sont à compléter. |           |                |           |           |

Le conseil municipal est composé de onze membres dont le maire et un adjoint.

## Démographie
L'évolution du nombre d'habitants est connue à travers les recensements de la population effectués dans la commune depuis 1793. Pour les communes de moins de 10 000 habitants, une enquête de recensement portant sur toute la population est réalisée tous les cinq ans, les populations de référence des années intermédiaires étant quant à elles estimées par interpolation ou extrapolation. Pour la commune, le premier recensement exhaustif entrant dans le cadre du nouveau dispositif a été réalisé en 2008.
En 2022, la commune comptait 189 habitants, en évolution de +3,28 % par rapport à 2016 (Orne : −3,21 %, France hors Mayotte : +2,11 %).Bonnefoi a compté jusqu'à 457 habitants en 1851.
| 1793 | 1800 | 1806 | 1821 | 1836 | 1841 | 1846 | 1851 | 1856 |
| ---- | ---- | ---- | ---- | ---- | ---- | ---- | ---- | ---- |
| 416  | 438  | 397  | 432  | 381  | 342  | 445  | 457  | 317  |

| 1861 | 1866 | 1872 | 1876 | 1881 | 1886 | 1891 | 1896 | 1901 |
| ---- | ---- | ---- | ---- | ---- | ---- | ---- | ---- | ---- |
| 316  | 300  | 287  | 293  | 275  | 274  | 242  | 229  | 206  |

| 1906 | 1911 | 1921 | 1926 | 1931 | 1936 | 1946 | 1954 | 1962 |
| ---- | ---- | ---- | ---- | ---- | ---- | ---- | ---- | ---- |
| 202  | 203  | 166  | 272  | 180  | 165  | 172  | 173  | 143  |

| 1968 | 1975 | 1982 | 1990 | 1999 | 2006 | 2008 | 2013 | 2018 |
| ---- | ---- | ---- | ---- | ---- | ---- | ---- | ---- | ---- |
| 142  | 115  | 102  | 117  | 131  | 160  | 168  | 182  | 187  |

| 2022 | - | - | - | - | - | - | - | - |
| ---- | - | - | - | - | - | - | - | - |
| 189  | - | - | - | - | - | - | - | - |

## Lieux et monuments
- Église Saint-Pierre à nef unique munie d'un clocheton.

## Personnalités liées à la commune
- Jean Gabin (1904-1976), acteur, achète en 1952 le domaine de la Pichonnière à Bonnefoi, où il fait réaliser d'importants travaux, pour y installer un élevage bovin, puis une écurie de chevaux, trotteurs et galopeurs[29]. Jean Gabin, de son vrai nom Jean Moncorgé, étend ensuite son domaine sur la commune voisine des Aspres, où il fait bâtir, face à La Pichonnière, en 1956 et 1957, La Moncorgerie, qui sera sa principale résidence jusqu'à sa mort. Le 28 juillet 1962, son domicile est envahi par 700 agriculteurs mécontents qu'il puisse acheter autant de terres et désireux d'attirer l'attention des médias sur leurs revendications ; l'acteur en restera profondément meurtri. Son nom a été donné à une rue de la commune de Bonnefoi.